# Un volto nella folla
Un volto nella folla (A Face in the Crowd) è un film del 1957 diretto e prodotto da Elia Kazan.

## Riconoscimenti
Nel 2008 è stato scelto per essere conservato nel National Film Registry della Biblioteca del Congresso degli Stati Uniti.

## Esordi
Lee Remick esordì nel ruolo di Betty Lou Fleckum.

## Trama
Negli Stati Uniti degli anni '50 Marcia Jeffries, redattrice di un'ipocrita trasmissione radiofonica, Un volto nella folla, conosce in un carcere Larry Rhodes, un cantante folk e lo fa esordire alla radio nel suo programma. Ribattezzato Lonesome Rhodes Rhodes è lanciato da Marcia nel mondo della radio. Ha così inizio la scalata sociale dell'uomo. Sfrontato, aggressivo e con un fondo di sincerità che lo rende diverso dagli altri, il carismatico cantante conquista presto e facilmente i favori del pubblico e dalla radio passa ben presto alla televisione. Il suo successo aumenta sempre di più e giunge al culmine quando invita una donna di colore davanti alle telecamere o quando si diverte a prendere in giro il finanziatore della trasmissione. Ben presto, emerge, però, il ritratto di un uomo sedotto dal successo e dal fascino del potere. Illuso dal suo successo, che egli ritiene senza limiti, Lonesome si presta a un tentativo di scalata politica da parte di un generale che istruisce su come presentarsi davanti alle telecamere. Ma la campagna elettorale non riesce a raggiungere i risultati sperati e per lui è l'inizio della fine. Marcia nel frattempo si è innamorata dell'uomo e subisce i suoi continui abbandoni, ritorni e tradimenti. Quando, un giorno, Rhodes ritorna disperato per essere stato abbandonato da una donna, cercando conforto in Marcia, quest'ultima finalmente non solo lo respinge, ma anche ne denuncia pubblicamente la vera natura, causandone, definitivamente,il crollo.